# Jason Segel
Jason Jordan Segel (sinh ngày 18 tháng 1 năm 1980) là một nam diễn viên và biên kịch người Mỹ. Anh được biết đến rộng rãi nhờ vai diễn Marshall Eriksen trong bộ phim hài ăn khách của đài CBS How I Met Your Mother, cũng như việc sản xuất của anh cùng Judd Apatow trong bộ phim kinh điển Freaks and Geeks và Undeclared; ngoài ra anh còn xuất hiện trong những bộ phim như Forgetting Sarah Marshall, Knocked Up, I Love You, Man, Gulliver's Travels, Bad Teacher, Despicable Me, The Muppets và The Five-Year Engagement.

## Tiểu sử
Segel sinh vào ngày 18 tháng 1 năm 1980 tại Los Angeles, California, là con trai của Jillian, một nhà nội trợ và Alvin G. Segel, một luật sư. Anh lớn lên tại Pacific Palisades, California. Cha của anh là người Do thái còn mẹ của anh theo đạo Cơ đốc. Anh từng khẳng định mình lớn lên trong cộng đồng người Do Thái. Anh đến học tại trường Hebrew và sau đó đăng ký vào một trường có giám mục bởi nhà thờ. Anh có một người anh họ tên là Adam và người em tên là Alison.
Anh tốt nghiệp ở trường trung học Harvard-Westlake, lúc đó anh có chiều cao đến 1 mét 93, giúp anh có được một chân trong đội tuyển bóng rổ nam của quốc gia hai năm 1996 và 1997. Anh ngồi ghế dự bị thay cho ngôi sao chơi chính, Jason Collins. Segal có mong muốn trở thành một nam diễn viên chuyên nghiệp từ lúc còn ở Đại học. Sau đó, anh đi diễn tại nhà hát địa phương.

## Sự nghiệp

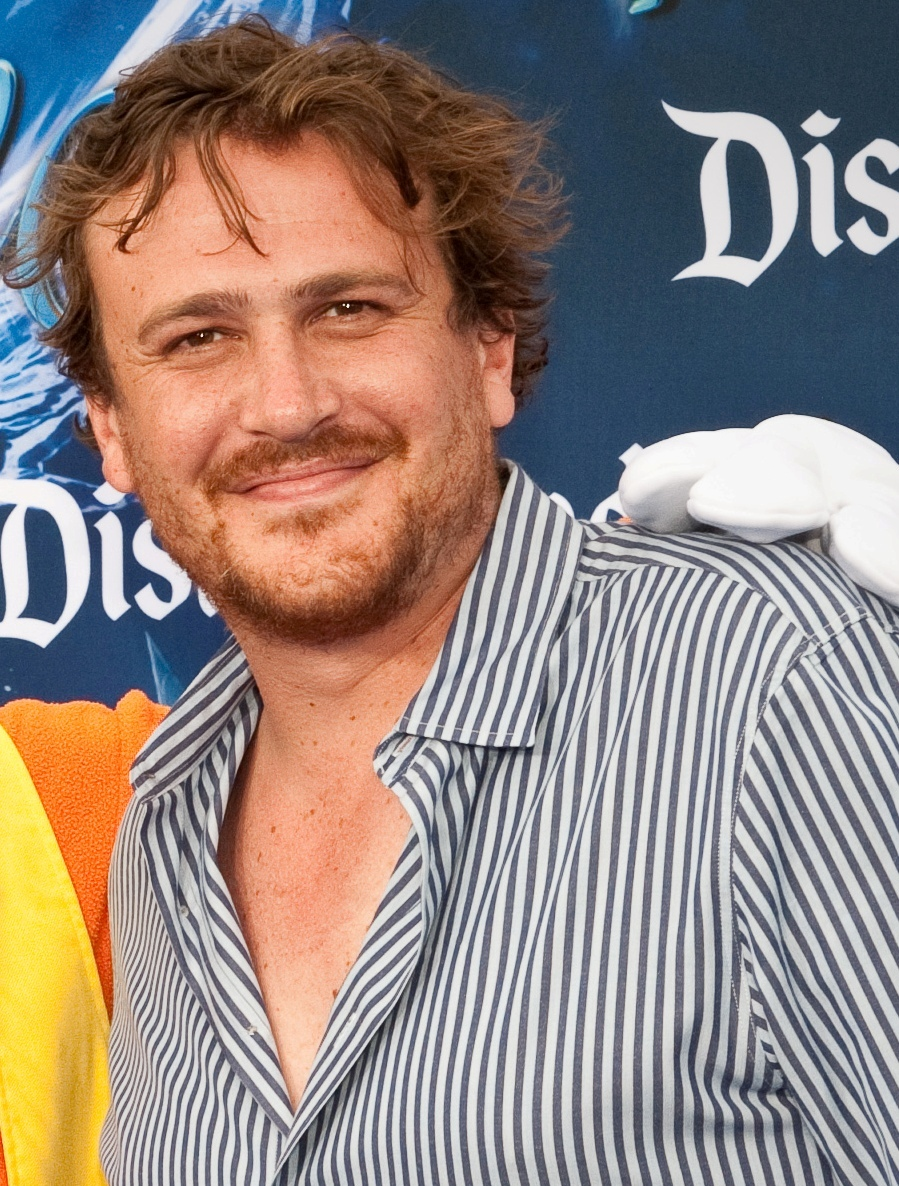
Segel tại buổi công chiếu World of Color vào tháng 6 năm 2010

Vai diễn đáng kể đầu tiên của Segel là một tên nghiện cần sa lập dị Nick Andopolis trong bộ phim hài năm 1999 nhận được sự tán dương từ phía các nhà phê bình phim ảnh của đài NBC mang tên Freaks and Geeks. Bộ phim kể về một nhóm học sinh vùng ngoại ô trường Detroit trong khoảng nhữ năm 1980. Segal tự mình viết một ca khúc cho nhân vật Nick, trong cảnh Nick hát tặng cho nhân vật nữ chính, Lindsay (Linda Cardellini). Cardellini và Segel hẹn hò vài năm sau khi bộ phim bị ngưng chiếu. Sau đó, có tin đồn cho rằng cả hai người đã chia tay vì anh quá béo, mà sau này đính chính chỉ là chuyện đùa.
Segel trở lại trong bộ phim CSI: Crime Scene Investigation trong vai Neil Jansen và trong bộ phim khác mang tên Undeclared trong vai Eric. Vai diễn gần đây nhất của anh là trong vai Marshall Eriksen trong bộ phim hài của đài CBS "How I Met Your Mother"; trước đây anh có ý định muốn rời bộ phim để hợp tác trong dự án phim khác trong năm 2013 khi hợp đồng của anh hết hạn, tuy nhiên, anh được thoả thuận thành công để hoàn thành bộ phim sau phần thứ 9 trong năm 2014.
Anh cũng đồng thời xuất hiện trong một vài bộ phim khác như Slackers, SLC Punk,The Good Humor Man và Dead Man on Campus. Trong năm 2007, anh xuất hiện trong phim Knocked Up, được nhà sáng lập của Freaks and Geeks, Judd Apatow đạo diễn. Segel đóng vai chính trong bộ phim Forgetting Sarah Marshall năm 2008, một bộ phim mà anh viết và Apatow sản xuất cùng Shauna Robertson cho hãng Universal Pictures. Anh cũng đóng cho bộ phim I Love You, Man, ra mắt vào ngày 20 tháng 3 năm 2009 bởi hãng phim Dreamworks.
Trong bộ phim Forgetting Sarah Marshall, Segel viết một vở nhạc kịch tên là "Dracula" và được biểu diễn bằng những con rối. Anh cũng xuất hiện khoả thân trong một cảnh của bộ phim. Trong một buổi phỏng vấn, anh khẳng định từ việc hát nhạc kịch cùng những con rối cho đến việc khoả thân như thế đều là những trải nghiệm thật mà anh muốn đưa vào phim. Những con rối vải được chế tạo bởi hãng phim Jim Hénon. Segel trình diễn một ca khúc từ bộ phim tên là "Dracula's Lament" trong tập thứ 100 của chương trình The Late Late Show with Craig Ferguson.

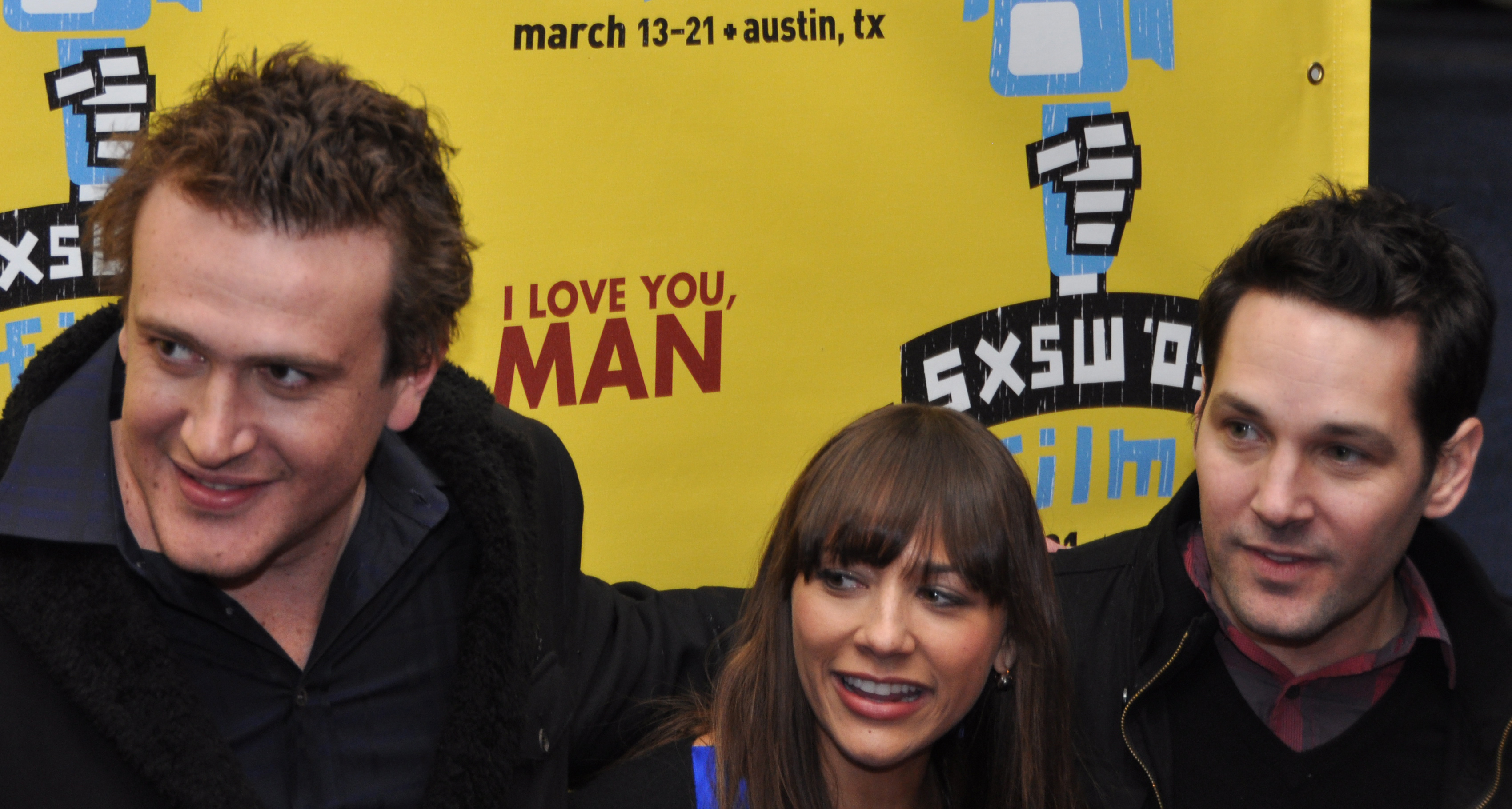
Segel cùng Rashida Jones và Paul Rudd tại buổi công chiếu I Love You, Man vào tháng 3 năm 2009

Trong bộ phim hài năm 2010, Get Him to the Greek, Segel tham gia viết hầu hết phần nhạc phim, được ban nhạc hư cấu Infant Sorrow trình diễn. Anh cũng hát ca khúc "Wonky Eyed Girl" trong chương trình The Late Late Show with Craig Ferguson.
Năm 2010, anh tham gia lồng tiếng cho nhân vật Victor "Vector" Perkins trong bộ phim hoạt hình của hãng Universal, "Despicable Me" và xuất hiện trong vai "Horatio" trong bộ phim ảo tưởng hài mang tên Gulliver's Travels do Rob Letterman đạo diễn, dựa trên phần 1 của tiểu thuyết cùng tên vào thế kỉ thứ 18 của Jonathan Swift. Segel cũng xuất hiện trong bộ phim Bad Teacher, đóng cùng diễn viên Cameron Diaz, được ra mắt hồi tháng 6 năm 2011. Trong phim anh đóng vai giáo viên thể hình và Russell Gettis. Cùng với Nicholas Stoller, Segel gửi yêu cầu hợp tác với Disney vào năm 2007 để viết kịch bản cho bộ phim Muppets. Lúc đầu hãng Disney không chắc sẽ chấp nhận yêu cầu này vì Segel vừa mới diễn một cảnh khoả thân trong Forgetting Sarah Marshall, nhưng sau khi biết anh thật sự khao khát cho vai trò này, dự án đã được thông qua. Segel khẳng định anh muốn tham gia làm lại bộ phim này vì bộ phim cuối cùng trong loạt phim được ra mắt vào năm 1999 là Muppets from Space khiến anh cảm thấy rằng thế hệ sau này để mất linh hồn của bộ phim. Sau đó anh khẳng định sẽ không tham gia phần tiếp theo của The Muppets. Anh quay bộ phim The Five-Year Engagement, cùng Emily Blunt vào mùa xuân năm 2011 tại Michigan và bộ phim được ra mắt ngày 27 tháng 4 năm 2012.
Năm 2013, Segel tiết lộ rằng anh đang tham gia trong một bộ tiểu thuyết dành cho giới trẻ, dựa trên câu chuyện mà anh đã lên ý tưởng năm 21 tuổi. Sắp tới anh cũng có mặt trong bộ phim do Seth Gordon đạo diễn.

## Đời tư
Segel hẹn hò với đồng nghiệp trong bộ phim Freaks and Geeks - Linda Cardellini trong vài năm sau khi bộ phim bị huỷ.
Segel sau đó hẹn hò với nữ diễn viên Michelle Williams, cặp đôi chia tay hồi cuối tháng 2 năm 2013.

## Sự nghiệp phim ảnh

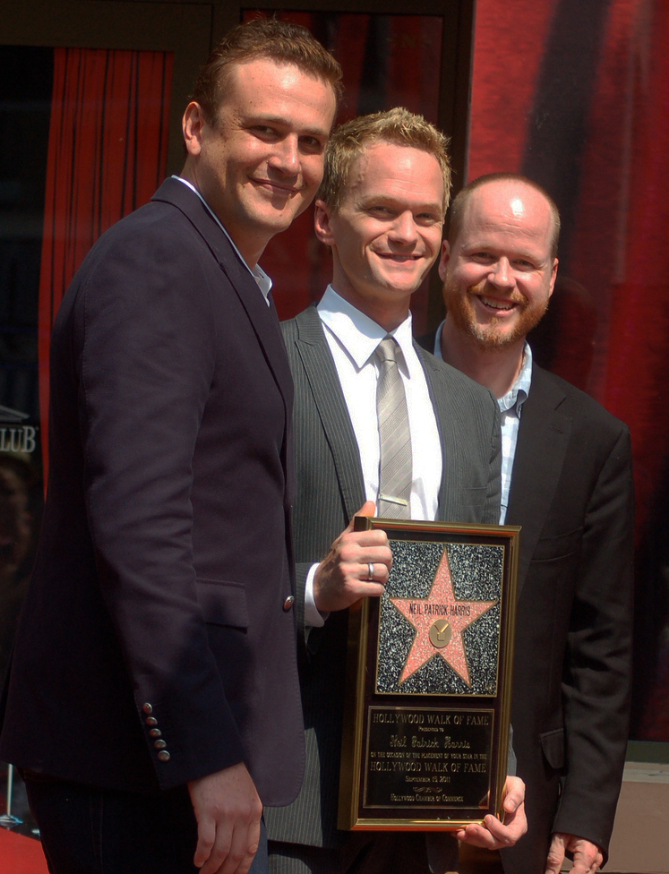
Segel cùng Joss Whedon và Neil Patrick Harris vào tháng 9 năm 2011

### Phim điện ảnh
| Năm  | Tên                                | Vai                  | Ghi chú                              |
| ---- | ---------------------------------- | -------------------- | ------------------------------------ |
| 1998 | Can't Hardly Wait                  | Gã bán dưa hấu       |                                      |
| 1998 | Dead Man on Campus                 | Kyle                 |                                      |
| 1998 | SLC Punk!                          | Mike                 |                                      |
| 2002 | Slackers                           | Sam Schechter        |                                      |
| 2003 | 11:14                              | Leon (Y tá #1)       |                                      |
| 2003 | Certainly Not a Fairytale          | Leo                  |                                      |
| 2004 | LolliLove                          | Jason                |                                      |
| 2005 | The Good Humor Man                 | Smelly Bob           |                                      |
| 2006 | Bye Bye Benjamin                   | Theodore Everest     |                                      |
| 2006 | Tenacious D in The Pick of Destiny | Frat Boy             | Cảnh đã bị cắt                       |
| 2007 | Knocked Up                         | Jason                |                                      |
| 2008 | Forgetting Sarah Marshall          | Peter Bretter        | Tham gia phần biên kịch cho bộ phim. |
| 2009 | I Love You, Man                    | Sydney Fife          |                                      |
| 2010 | Despicable Me                      | Vector               | Lồng tiếng                           |
| 2010 | Get Him to the Greek               |                      | Biên kịch và đồng sản xuất           |
| 2010 | Gulliver's Travels                 | Horatio              |                                      |
| 2011 | Bad Teacher                        | Russell Gettis       |                                      |
| 2011 | Friends with Benefits              | Brice                | Không được ghi tên                   |
| 2011 | The Muppets                        | Gary                 | Đồng tác giả và sản xuất             |
| 2011 | Jeff, Who Lives at Home            | Jeff                 |                                      |
| 2012 | This Is 40                         | Jason                |                                      |
| 2012 | The Five-Year Engagement           | Tom Solomon          | Biên kịch và đồng sản xuất           |
| 2013 | This Is the End                    | Jason Segel          | Không được ghi tên                   |
| 2014 | Sex Tape                           | Jay                  | Đồng sản xuất                        |
| 2014 | The End of the Tour                | David Foster Wallace | Đang thực hiện                       |

### Chương trình truyền hình
| Năm       | Tên phim                       | Vai              | Ghi chú                                           |
| --------- | ------------------------------ | ---------------- | ------------------------------------------------- |
| 1999–2000 | Freaks and Geeks               | Nick Andopolis   | Có mặt trong 18 tập                               |
| 2001      | North Hollywood                |                  | Không được chiếu                                  |
| 2001–2002 | Undeclared                     | Eric             | Có mặt trong 7 tập                                |
| 2004      | Harry Green and Eugene         | Eugene Green     | Tập đầu không được trình chiếu                    |
| 2004–2005 | CSI: Crime Scene Investigation | Neil Jansen      | Có mặt trong 3 tập                                |
| 2005      | Alias                          | Sam Hauser       | Trong tập: "The Road Home"                        |
| 2005–2014 | How I Met Your Mother          | Marshall Eriksen | Có mặt trong 208 tập                              |
| 2009      | Family Guy                     | Marshall Eriksen | Lồng tiếng Trong tập: "Peter's Progress"          |
| 2011      | Saturday Night Live            | Dẫn chương trình | Trong tập: "Jason Segel/Florence and the Machine" |

## Các đề cử và giải thưởng
| Năm  | Tên phim                  | Giải thưởng                                                                                            | Kết quả   |
| ---- | ------------------------- | --- | --------- |
| 2000 | Freaks and Geeks          | Young Artist Award cho Vai diễn trong loạt phim truyền hình xuất sắc nhất                              | Đề cử     |
| 2008 | Forgetting Sarah Marshall | MTV Movie Award cho Khoảnh khắc bất ngờ nhất                                                           | Đề cử     |
| 2008 | Forgetting Sarah Marshall | Teen Choice Award cho Bộ phim được yêu thích nhất: Nam diễn viên xuất sắc nhất                         | Đề cử     |
| 2011 |                           | Chicago Film Critics Association Awards cho Giải thưởng thành tựu trọn đời                             | Đoạt giải |
| 2011 | The Muppets               | Broadcast Film Critics Association Award cho Bài hát xuất sắc nhất cùng với Amy Adams và Bret McKenzie | Đoạt giải |
| 2011 | The Muppets               | Georgia Film Critics Association Award cho Kịch bản xuất sắc nhất                                      | Đề cử     |